# Salvador Caetano
Salvador Fernandes Caetano (Vila Nova de Gaia, Vilar de Andorinho, 2 de abril de 1926 — Matosinhos, Matosinhos, 27 de junho de 2011) foi um empresário português, fundador do Grupo Salvador Caetano e primeiro importador da Toyota para Portugal.

## Biografia
Salvador Caetano nasceu a 2 de abril de 1926 no lugar de São Lourenço, freguesia de Vilar de Andorinho. Era de origem humilde, filho de pai carpinteiro. Devido ao facto de a sua família ser numerosa, Salvador abandou a escola logo após a conclusão da instrução primária (4.ª classe). Por força da situação financeira familiar, Salvador Caetano entrou muito cedo no mundo do trabalho, com apenas onze anos de idade.
Por intermédio do pai, começa a exercer o ofício de pintor nas carroçarias de Castro Reis, tendo a ambição que lhe valeu anos mais tarde a construção de um império. Salvador começou, depois, a trabalhar sozinho, reparando autocarros da empresa de viação Gondomarense.
Salvador Caetano tem que deixar "cair por terra" a sua aspiração pelo curso de Direito, pois a bolsa familiar não conseguiria suportar tal curso. Assim, soube aproveitar as etapas da vida com que se formou. Entretanto, Salvador Caetano descobriu Ana Pereira, que seria a sua companheira para toda a vida. Ana era filha de lavradores abastados, humilde, recatada e simples. Salvador e Ana tiveram três filhos: primeiro, Maria Angelina, cinco anos volvidos Salvador Acácio e, cinco anos depois, Ana Maria.
Aos 20 anos (1946), Salvador Fernandes Caetano enfrentou os desafios do pós-guerra, decidindo estabelecer-se na indústria das carroçarias. Fez Sociedade com o seu irmão Alfredo Caetano e com Joaquim Martins. É criada, assim, a pequena empresa Martins & Caetano & Irmão, Lda., que é o "embrião" da Toyota Caetano Portugal, S.A. e do próprio grupo.
Porém, o negócio não correu da melhor forma, e os sócios decidem deixar o projecto, que fica nas mãos do determinado  Salvador  Caetano. A firma foi a primeira em Portugal a usar a técnica de construção mista, utilizando perfis de aço e madeira, e no fabrico das carroçarias integralmente de metal (introduzidas em 1955). A empresa conquista rapidamente a confiança de importantes clientes. Em 1961, a firma de Salvador tem uma encomenda com muito impacto por parte do Serviço de Transportes Colectivos do Porto: 12 autocarros de 2 pisos. Foi esta encomenda que abriu caminho à exportação.
Foi estabelecida uma unidade industrial em Vila Nova de Gaia, e foi em 1967 que se proporcionou o primeiro contrato de exportação de autocarros, para Inglaterra. Um ano depois, Salvador Caetano tornou-se representante exclusivo da Toyota em Portugal. Em 1971, ergueu a primeira unidade industrial de montagem de automóveis em Ovar, e em apenas dez anos atingiu a montagem de 100 mil viaturas. A empresa foi-se expandindo, primeiro, por todo o país, e posteriormente, pelo estrangeiro. Em 1982 adquiriu a empresa A. M. da Rocha Brito, Lda. que estava em situação de falência. Esta era a importadora, entre outros, dos camiões Hino, e viria a tornar-se na rampa de lançamento dos veículos BMW no mercado Português. Foi convertida e foi criada a firma Baviera representando oficialmente a BMW.
Quando se cumpriram 50 anos de atividade, em 1996, Salvador Caetano já tinha criado ou adquirido 50 empresas nos mais variados sectores de actividade.
No ano de 1998, a empresa de Salvador Caetano passou a comercializar a marca Premium Lexus em Portugal, sendo pioneira nisso.
Cerca de um ano antes da sua morte, Salvador Caetano e a sua esposa decidiram dividir as suas posições accionistas pelos filhos. Dois dos filhos, Salvador Acácio Caetano e Maria Angelina Caetano Ramos, adquiriram participações accionistas no Grupo Salvador Caetano, nomeadamente nas Holdings Grupo Salvador Caetano, SGPS, S.A. (sector automóvel, indústria e novas tecnologias) e a Caetano SGPS, S.A. (outras actividades). Ana Maria Caetano adquiriu um conjunto de activos e de empresas, que passaram a constituir uma nova holding, denominada PARINAMA Participações e Investimentos SGPS SA (designada outrora Numercomplet SGPS Unipessoal Lda.). A repartição desta parte da herança de Salvador Caetano foi feita de dois modos distintos: A uma sociedade, detida pelos dois filhos Maria Angelina Caetano Ramos e Salvador Acácio Caetano, a Marsac, foi vendida uma participação de 20,24%. Os restantes 40,48% foram doados em partes iguais a esses dois filhos. O restante capital desta firma que agregou o negócio industrial e da representação automóvel Toyota ficou em mãos japonesas e disperso em bolsa. Ana Maria Caetano seguiu um projeto empresarial próprio e autónomo, o qual é integrado, entre outras, pela participação de 11 % na Soares da Costa SA, e pela totalidade do capital social da Caetano Coatings (esta detém a unidade industrial do Carregado, relativa a componentes automóveis e pinturas industriais).
Salvador Caetano morreu em 27 de junho de 2011, no Hospital Pedro Hispano, em Matosinhos. O empresário sofria há bastante tempo de doença terminal.
À data da sua morte, a fortuna de Caetano estava avaliada em 637,4 milhões de euros, sendo a oitava pessoa mais rica em Portugal. Na mesma altura, o Grupo Salvador Caetano tinha mais de 6800 colaboradores e 150 empresas

## Homenagens
Como reconhecimento de sua Pessoa, Caetano é cônsul honorário do México no Porto, desde 1994, tendo facilitado o contacto entre os empresários para incremento das trocas comerciais entre os dois países.
Em 15 de junho de 1971 foi feito de Comendador da então Ordem Civil do Mérito Agrícola e Industrial sendo elevado, em 18 de fevereiro de 2000, a Grã-Cruz da então Ordem Civil do Mérito Agrícola, Industrial e Comercial (actualmente denominadas Ordem do Mérito Empresarial), distinções atribuídas pela Presidência da República Portuguesa.
[carece de fontes?]
Salvador Caetano recebeu ainda as Medalhas de Ouro das cidades de Vila Nova de Gaia e de Ovar.
Possui várias outras distinções atribuídas, designadamente, pela Associação Empresarial de Portugal, pela Associação Industrial Portuguesa, pela Associação do Comércio Automóvel de Portugal, pelo Rotary e pelo Lions Clubs International. A imprensa distinguiu o empresário com prémios diversos, tais como:
- "Empresário do Ano 1980", pelo jornal Semanário
- "Troféu Expresso 1980", pelo jornal Expresso
- "Empresário do Ano 1983", pelo jornal O Tempo
- "Melhor Gestor 1984 - Ambiente empresarial e paz social na empresa", pelo jornal Semanário
- "Personalidade do Ano 2006", pela organização do troféu Carro do Ano / Volante de Cristal.